# Glawi Madani
Glawi Madani (? - 13 d'agost de 1918) fou un polític marroquí, inicialment un notable de la tribu berber dels Igliwa. El 1893 va acollir a les tropes del sultà Mulay Hasan que per causa del fred tenien dificultats a l'Atles; el sultà el va nomenar khalifa (delegat) pel Tafilalt i li va donar algunes armes amb les que va imposar el seu domini a algunes tribus veïnes. El 1903 fou nomenat governador de Taza i allí fou derrotat i ferit pel pretendent Bu Hmara i va haver de fugir a Algèria amb les seves forces, on els francesos el van ajudar a retornar cap a Tànger amb els soldats. Va donar suport a Mulay al-Hafiz contra el seu germà Mulay Abd al-Aziz i quan el seu protegit va esdevenir sultà fou nomenat gran visir (14 de juny de 1908) i aprofitant el seu poder i càrrec es va apoderar de grans territoris entre el uadi Tensit i el uadi Draa on pràcticament exercia un poder personal. El 26 de maig de 1911 fou destituït, cinc dies després que el general Moinier, amb un exèrcit de 23.000 soldats, alliberés al sultà, assetjat a Fes per les tribus rebels dirigides per Ma al-'Aynayn (el sultà es va veure forçat a sol·licitar l'ajuda de França). El 1912 va jugar encara un paper important en l'ocupació per l'anomenat sultà blau, al-Hibla, de Marràqueix, i a contracor es va sotmetre a França. El 1913 Mulay Yusuf li va retornar el seu comandament i es va construir un gran palau a Marràqueix. Va morir sobtadament el 13 d'agost de 1918.